# Alexander Bont
Alexander Bont es un personaje ficticio que aparece en los cómics estadounidenses publicados por Marvel Comics. El personaje fue creado por el escritor Brian Michael Bendis y el artista Alex Maleev, apareciendo por primera vez en Daredevil vol. 2, #66 (diciembre de 2004). Fue reconfigurado para ser el Kingpin del Crimen antes de Wilson Fisk. Su historia se contó a través de flashbacks, que se dibujaron para parecerse a las ilustraciones de la Edad de plata de las historietas. El clímax de Daredevil vol. 2, #65 (noviembre de 2004) aludió a que Murdock había sido abogado de Bont en algún momento. Sin embargo, este hilo de la trama se abandonó, ya que se reveló en números posteriores que Matt se negó a ser su abogado.
Una versión femenina de Bont, conocida principalmente como Alexandra, es interpretada por Sigourney Weaver en la miniserie de 2017 The Defenders, un cruce entre la serie de Netflix de Marvel ambientada en Marvel Cinematic Universe (MCU), representada como uno de los cinco "dedos" de La Mano y su líder.

## Biografía ficticia

### El Primer Kingpin
Alexander Bont se hizo un nombre por primera vez cuando mató al héroe conocido como el Defensor. Después de eso, pronto subió de rango y se convirtió en el jefe del crimen organizado.
Fixer, el hombre que ordenó el asesinato de Jack Murdock, le pagó a Bont. Cuando Daredevil descubrió esto, se enfrentó a Bont y lo arrestó. Bont salió bajo fianza. Más tarde le pidió ayuda legal a Matt Murdock, pero se la negaron.
Cuando salió, visitó al Gladiador que había trabajado para Bont en el pasado. Le ordenó a Potter que matara a Daredevil. "Hice mi reputación con la sangre de un hombre misterioso enmascarado... No... no voy a perder la cabeza por otro".
El Gladiador atacó a Daredevil, pero fue derrotado. Daredevil descubrió que Bont lo había contratado y le dijo a Bont que lo vería en la cárcel por esto.
Bont fue declarado culpable y enviado a prisión. Lo último que vio antes de subir al autobús fue a Daredevil en lo alto de un edificio cercano, sonriéndole.

### La venganza de Bont
Cuando Bont salió de la cárcel, ahora era un anciano amargado. Había descubierto que Daredevil era en realidad Matt Murdock de The Globe y había adquirido la posesión de Hormona de Crecimiento Mutante.
El mundo había cambiado mucho en su ausencia. Los lugares habían cambiado y su amada esposa murió mientras él estaba encarcelado. Furioso, Bont se dispuso a vengarse de Daredevil.
Se encontró nuevamente con Melvin Potter, quien se negó a trabajar con él. Bont lo amenazó con la muerte de su hija. "He arreglado el asesinato de tu hija de cuatro años. Ella nunca te conoció, pero morirá por tu culpa. Tú haces lo que yo digo."
Potter secuestró a Matt Murdock y se vio obligado a golpearlo mientras Bont lo grababa en video. Luego arrastró a Matt (con su disfraz de Daredevil) para mostrárselo al público. Cuando el nuevo White Tiger llegó a la escena y derrotó a Melvin Potter, Bont tomó un poco de MGH y arrojó a Matt por una ventana, golpeándolo salvajemente y diciéndole que allí fue donde mataron a su padre.
Sin embargo, la acción, junto con la sobredosis de MGH, resultó ser demasiado para Bont. Su corazón explotó, matándolo.

## En otros medios
Sigourney Weaver interpreta a una versión femenina de Bont, conocida principalmente como Alexandra, en la miniserie de Marvel Cinematic Universe (MCU) The Defenders (2017), un cruce entre la serie de televisión de Marvel de Netflix. En la New York Comic Con en octubre de 2016, se anunció que Weaver interpretaría a la principal antagonista de The Defenders, más tarde se reveló que era Alexandra. Los productores se habían referido al personaje como "un tipo de Sigourney Weaver" durante cuatro meses antes de que Jeph Loeb contactara a Weaver sobre el proyecto. Descrito como uno de los cinco "dedos" de la Mano y su líder, Weaver llamó al personaje "realmente inteligente", "muy a cargo", y más un adversario que un villano. El Showrunner Marco Ramirez la describió como "una sobreviviente" y "una fuerza muy poderosa en la ciudad de Nueva York", y agregó: "Ella es todo lo que Sigourney es: sofisticada, intelectual, peligrosa"; el antagonista de la serie tenía que ser "algo enorme para sacar a estos cuatro personajes [héroes] de sus mundos individuales para trabajar juntos". Alexandra está "encantada" por los cuatro héroes que se unen contra ella, ya que "nunca conoció a cuatro personas que aparentemente solo están interesadas en cuidar esta pequeña parte de Nueva York... no se parecen a nadie a quien se haya enfrentado antes". Weaver trabajó con los escritores para evitar una representación cliché, específicamente "términos como 'reina de hielo' que a menudo se lanzan a mujeres que no son del todo comprensivas". Era importante para Ramírez y Weaver presentar a Alexandra con simpatía. El personaje es, en última instancia, un personaje secundario en la historia general de Elektra Natchios, con Ramírez diciendo que los escritores pudieron crear un "personaje genial realmente divertido" para que Weaver lo interpretara, pero lo hicieron al servicio de Natchios y el viaje que ella emprende.
Miles de años antes de los eventos de la serie, los ancianos de K'un-Lun se reunieron para estudiar los poderes curativos del qi. Después de que cinco de ellos usaran este poder para volverse inmortales sacrificando un dragón, son expulsados y se convierten en los cinco "dedos" de la organización secreta La Mano, dirigida por una mujer conocida como Alexandra en los tiempos modernos, junto con Madame Gao. Sowande, Murakami y Bakuto. En la serie, la Mano ha derrotado a todos los que se oponen a ellos, excepto a Stick (eventos representados durante los eventos de Daredevil) y el Inmortal Iron Fist (eventos representados durante los eventos de Iron Fist). En los tiempos modernos, con su inmortalidad menguando, Alexandra busca hacer un túnel hasta los huesos de dragón enterrados detrás de una puerta mística debajo de la ciudad de Nueva York para renovarla, cuyo proceso de destrucción resultará en una serie de terremotos que diezmarán la ciudad, lo que la llevará a oponerse por Los Defensores. Tras la muerte de Elektra, Alexandra resucita su cuerpo con lo último de sus recursos para traer a la existencia el arma antigua conocida como Black Sky, profetizada para destruir a todos los enemigos de la Mano, buscando usarla para robar el Iron Fist de Danny Rand. Criticado por los otros "dedos" bajo la tutela de Alexandra, Murakami cuestiona la dependencia de Alexandra en el Cielo Negro y sugiere que ideen un nuevo plan sin Alexandra. Después de que Stick mata a Sowande, los otros líderes de la Mano continúan perdiendo la fe en Alexandra, mientras Elektra comienza a recuperar los recuerdos de su vida anterior, antes de matar a Stick por orden de Alexandra. Mientras Alexandra se regodea con los otros líderes sobre esta victoria, ella misma es asesinada por Elektra (después de intentar ordenar la muerte de Matt Murdock, con quien Elektra había tenido una relación sentimental en su vida original), quien reclama el liderazgo de la Mano.